# مساعد أول (رتبة عسكرية)

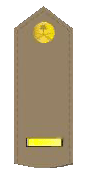
رتبة مساعد أول

مساعد أول، رتبة عسكرية هي أعلى رتبة لضباط الصف والجنود، ويمكن أن تدخل في سلسلة الضباط، ويُرقى إلى رتبة ملازم التي تليه. يطلق على هذه الرتبة في مصر اسم "صول"، وهي رتبة تأمر الجنود وضباط الصف وتتلقى أوامرها من الضباط.
تُسمى رتبة مساعد أول في بعض الدول العربية باسم "رئيس رقباء".